# رولینز (مینسوتا)
رولینز (به انگلیسی: Rollins) یک منطقهٔ مسکونی در ایالات متحده آمریکا است که در شهرستان سنت واقع شده‌است. رولینز ۲۰ نفر جمعیت دارد و ۴۵۶٫۹ متر بالاتر از سطح دریا واقع شده‌است.